# John Sinclair (Ökonom)

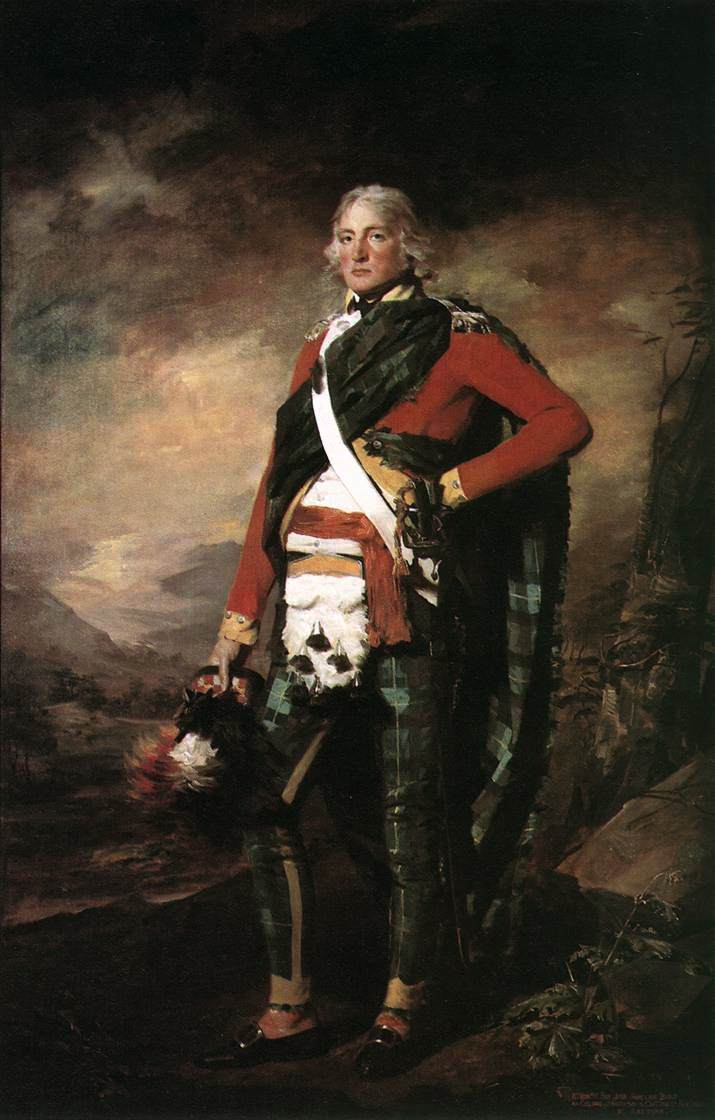
Sir John Sinclair, 1. Baronet, 1795

Sir John Sinclair, 1. Baronet (* 10. Mai 1754; † 21. Dezember 1835) war ein schottischer Ökonom und Politiker. Er wurde in Thurso in der Grafschaft Caithness als ältester Sohn des George Sinclair von Ulbster geboren. Nach den Studienjahren an den Universitäten von Edinburgh und Glasgow sowie am Trinity College erhielt er eine Zulassung als Rechtsanwalt, übte diesen Beruf jedoch nie aus.
Sinclair wurde am 14. Februar 1780 zum Baronet of Ulbster in the County of Caithness erhoben und wurde mehrmals als Abgeordneter ins britische Unterhaus entsandt: 1780–1784 für die Grafschaft Caithness, 1784–1790 für den Wahlbezirk Lostwithiel, 1790–1796 erneut für Caithness, 1797–1802 für Petersfield sowie von 1802–1806 und 1807–1811 wieder für Caithness. Er war Mitbegründer und erster Präsident des Board of Agriculture, aus dem später das des Ministry of Agriculture, Fisheries and Food (MAFF) hervorging.
Sinclair war Mitglied der Royal Society of London und der Royal Society of Edinburgh. 1797 wurde er in die American Academy of Arts and Sciences gewählt. 1794 wurde er auswärtiges und 1812 Ehrenmitglied der Preußischen Akademie der Wissenschaften. Als 1834 die Statistical Society of London (heute: Royal Statistical Society) gegründet wurde, war er im Alter von 80 Jahren deren ältestes Mitglied. In dem 21-bändigen Werk Statistical Account of Scotland war Sinclair der erste, der den Begriff Statistik in seiner heutigen Bedeutung des Sammelns und Auswertens von Daten benutzte.

## Veröffentlichungen (Auswahl)
- The Code of Health and Longevity. London 1816.